# Im Banne des Monte Miracolo
Im Banne des Monte Miracolo ist ein in den Jahren 1943 bis 1945 gedrehtes österreichisch-italienisches Bergfilmdrama von und mit Luis Trenker, das kriegsbedingt erst 1948 seine Uraufführung fand.

## Handlung
Der Monte Miracolo, der „Berg der Wunder“, wird von den Einheimischen auch „verfluchter Berg“ genannt, hat er doch so manchen, der ihn erklimmen wollte, das Leben gekostet. Im Schatten des bislang unbestiegenen Monte Miracolo soll in einem Berggottesdienst, zum Gedenken an den von einer Klettertour auf diesen Steinriesen nicht mehr heimgekehrten Bergführer Croux, gedacht werden. Dessen kleine Tochter Graziella, die dadurch zur Waise wurde, ist von der ortsansässigen Maria Macugna, einer Lehrerin, in ihre Obhut genommen worden. Maria ist eng mit dem Ingenieur Robert Rey verbandelt, einem anerkannten Meister seines Fachs. Der geniale Techniker ist auch ein erfahrener Sportler und im Dorf sehr beliebt. Nun plant er, am Fuße des Monte Miracolo einen großen Staudamm zu errichten, für dessen Bau er noch einen Investor sucht. Da bietet sich der Präsident der Fortis-Werke an. Dessen Frau Gianna pflegte eine enge Beziehung zum Fortis-Ingenieur Corrado Conti, der Rey zur Seite gestellt wird.
Corrado, mit Fortis als mächtigem Förderer, versucht bald, die Zügel bei dem Bauprojekt in die eigenen Hände zu nehmen, doch Rey lässt sich nicht so leicht ausbooten. Als der alte Fortis überraschend stirbt, reist dessen Witwe Gianna sofort an, um ihrem Conti so nah wie möglich sein zu können. Doch die offene und ungezwungene Art Reys gefällt ihr noch mehr und so weicht sie Robert bald kaum mehr von der Seite – sehr zum Missfallen Corrado Contis. Um den Nebenbuhler elegant loszuwerden, überredet Conti Robert dazu, es doch mal selbst zu versuchen und als Erster den Monte Miracolo zu besteigen; immerhin sei er doch ein ausgewiesener Sportler und Bergkraxler. Corrado bietet sich sogar an, ihn zu begleiten. Als die Tour immer anspruchsvoller und gefährlicher wird, drängt Conti Rey, den Aufstieg abzubrechen und umzukehren. An einer vereisten Felswand kommt es schließlich zum Unglück. Robert stürzt in die Tiefe, als sich ein Haken aus der Wand löst, wird aber vom Sicherungsseil festgehalten.
Nun zeigt sich Corrado Contis wahres Gesicht. Während Robert um Hilfe schreit, kehrt der Italiener seelenruhig ins Dorf zurück. Rey hingegen schneidet das Seil durch und schafft es mit letzter Kraft, in einer Eishöhle Unterschlupf zu finden. Währenddessen haben sich die Bergführer des Dorfes auf den Weg gemacht, um nach Roberts Verbleib Ausschau zu halten und, so er noch leben sollte, ihn zu retten. Bis auf zwei Mann kehrt der Suchtrupp bei Anbruch der Nacht in den Ort zurück. Die verbleibenden zwei Männer können Rey am folgenden Morgen tatsächlich aufspüren. Da Robert trotz der Strapazen einigermaßen fit ist, beschließen nun die drei Männer, die Ersteigung des „verfluchten Berges“ fortzusetzen, und tatsächlich gelingt es ihnen. Bei seiner Heimkehr wird Robert von Maria mit offenen Armen überglücklich empfangen. Nachdem Corrados Rolle bei dem Unglück publik wird und Gianna obendrein erfahren muss, dass ihr Lover lediglich daran interessiert war, Nachfolger des toten Fortis in dessen Firma zu werden, sagt sie sich von ihm los. Stattdessen übergibt sie Robert Rey die Leitung und wünscht ihm und Maria für beider gemeinsamer Zukunft viel Glück.

## Produktionsnotizen und Wissenswertes
Dieser Trenker-Film, der letzte des Südtiroler Filmemachers vor Ende des Zweiten Weltkriegs, hat eine interessante und wechselvolle Entstehungsgeschichte. Nachdem Trenker nach 1942 im Deutschen Reich Adolf Hitlers de facto kaltgestellt worden war, ging er nach Rom, um die Möglichkeit einer Filmproduktion mit italienischen Geldgebern zu sondieren. Er gründete vor Ort eine eigene kleine Produktionsfirma und begann mit den Dreharbeiten von Der verrufene Berg, dessen Titel erst später in Im Banne des Monte Miracolo umgewandelt wurde, in den Studios von Cinecittà.
Die Natur- und Bergaufnahmen entstanden in Tirol und im äußersten Nordwesten Italiens. Drehorte waren die Gegend rund um Innsbruck und der Arlberg sowie das Aostatal, der Mont Blanc und das Gebiet südlich des Matterhorns. Durch den Kriegsverlauf 1943/44 in Italien (Vorrücken der US-Truppen, Gefechte und Schlachten mit der deutschen Wehrmacht) musste Trenker 1944/45 die Dreharbeiten über einen längeren Zeitraum unterbrechen. Kurz nach Ende des Krieges konnte der Film 1945 beendet werden. Die Uraufführung fand am 19. November 1948 in Innsbruck statt, die Wiener Premiere am ersten Weihnachtsfeiertag desselben Jahres. Die deutsche Erstaufführung war über ein Jahr später, am 24. November 1949 in Stuttgart.
Es spielt das Orchester der Wiener Symphoniker, und die Wiener Sängerknaben singen das Lied „Der Stern von Bethlehem“.
Die Anfang Zwanzigjährige Herma Sandtner erhielt hier von Trenker ihren ersten Job als Filmeditorin.
Im Jahre 2004 erschien der Film auf DVD.

## Kritiken
Paimann’s Filmlisten fand, Trenkers Film wäre zwar „nicht mit seinen großen Bergepen von einst vergleichbar“, sei aber dank seiner großartigen Naturaufnahmen „durchaus wirksam gearbeitet“. Gerügt wurde hingegen die „Dürftigkeit der Handlung“ und die „mittelmäßige Darstellung“.
Das Lexikon des Internationalen Films fand, dass die „Naivität der Handlung und das alpinistische Pathos … durch die von der Kamera eindrucksvoll erschlossene Südtiroler Berglandschaft fast aufgewogen“ werde.

„Obwohl dieser Film noch vor 1945 begonnen wurde, zeigt er schon deutlich Konzessionen an den Nachkriegsgeschmack.“